# Lübeck-Siems
Siems bildet zusammen mit den Ortsteilen Dänischburg, Rangenberg und Wallberg den Stadtbezirk 27 im Lübecker Stadtteil Kücknitz. Seine Vergangenheit ist, wie die des gesamten Stadtteils, geprägt durch die im 20. Jahrhundert vorhandene Schwerindustrie (Hochofenwerk, Werft, Ölmühle, Kraftwerk).

## Lage
Der Bezirk liegt am nördlichen Traveufer unweit des Herrentunnels.
Siems wurde durch den Bau der Bundesautobahn 226 in den 1970er Jahren völlig durchtrennt. Das dazugehörige Traveufer ist durch Industriebesiedlung fast komplett überbaut.
Durch Siems führt die Kreisstraße K9, die Siemser Landstraße, die die Hauptverkehrsachse ist. Sie kann als grobe Trennlinie zwischen Wohnhäusern und Industrieflächen genommen werden.
Nach Süden ist Siems durch die Trave begrenzt. Nach Norden schließt sich das Forstgebiet Waldhusen an. Hier ist auch – kurz vor Beginn des Waldes – ein Moorgebiet zu finden. Nach Westen folgt der Ortsteil Dänischburg, wo bis in den 1990er Jahren ein Villeroy & Boch-Werk betrieben wurde, nach Osten der Ortsteil Herrenwyk, ebenfalls geprägt durch starke Industrie. Im Nordosten von Siems sind die Ortsteile Rangenberg und Wallberg. Sie sind reine Wohngebiete.

## Ehemalige Industrieansiedlungen

### Triangelwerk
Im Westen wurde in den 1960er Jahren das Triangel-Werk gegründet. Es stellte in den zehn Jahren seiner Existenz Spanplatten her. Die Anlieferung erfolgte über die Trave. Hierfür verfügte das Werk über einen eigenen Kai. Seit der Schließung des Werkes in den 1970er Jahren ist das Gelände eine ungenutzte Industriebrache. Kurzzeitig gab es in den 1970er Jahren Pläne, dort ein Stahlwerk zu bauen. Zu diesem Zeitpunkt war das Hochofenwerk in Herrenwyk noch in vollem Betrieb. Die Pläne wurden nie realisiert.

### Ölmühle

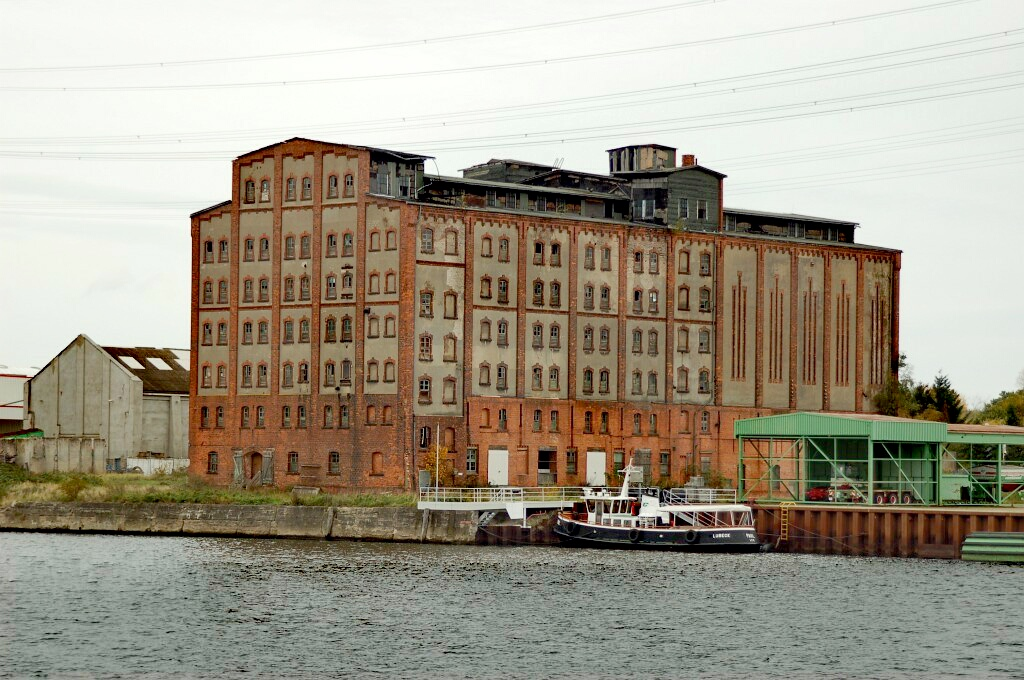
Die Ölmühle in Lübeck-Siems

Sie wurde 1905 gebaut und war bis 1928 in Betrieb. Die Firma wurde als G. E. A. Asmus gegründet und später in eine Aktiengesellschaft, die Lübecker Ölmühle AG, umgewandelt. In der Mühle wurde Öl aus Raps und Rübsen, Leinsaat, Baumwollsaat und Erdnüssen hergestellt. In der Lübecker Ölmühle würde das Saatgut erhitzt, zerkleinert und dann gepresst. Für die Hitze und den Antrieb der Pressen wurden Dampfmaschinen eingesetzt. Es war eine reine Ölpresse, eine chemische Extraktion des Öles mit z. B. Hexan fand nie statt. Diese technische Unterlegenheit bescherte nur 30.000 t Öl pro Jahr und ist mit ein Grund für die frühe Stilllegung im Jahr 1928.
Danach dienten die Gebäude noch bis 1999 als Lager. Die zweigeschossigen Lagerhallen wurden abgerissen. Das sechsgeschossige Speicherhaus blieb auf Nachdruck des öffentlichen Denkmalschutzamtes stehen. Das Gebäude wurde im Jahr 2001 als Diskothek genutzt. Der Partybetrieb musste nach nur einem Jahr wieder eingestellt werden, da Statiker die Bauwerkssicherheit nicht mehr garantieren wollten. Auf dem Gelände entstand 2003 zunächst das Container-Terminal-Lübeck (CTL), das 2009 den Container-Umschlag einstellte. Heute ist das Areal im Besitz der Firma Hans Lehmann KG.
Im März 2023 veröffentlichte die Hansestadt Lübeck, das die denkmalgeschützte Ölmühle in der Siemser Landstraße 29 nach Vornahme besonderer Bestandsdokumentation abgerissen werden darf und die dafür erforderliche denkmalrechtliche Genehmigung für den Abriss des Denkmals erteilt wurde.
Trivia: Der Modelleisenbahn-Hersteller Fleischmann hatte einen „Kesselwagen Lübecker Oelmühle der Preußischen Staatseisenbahnen“ im Programm.

### Werft der Gebr. Goedhart AG
1919 errichtete die Düsseldorfer Firma Travewerk der Gebrüder Goedhart AG eine Werft. Die war auf Baggerarbeiten auf See und in Flüssen und Häfen spezialisiert. Der Werftbetrieb wurde 1928 eingestellt, das Gelände aber weiterhin genutzt. Der Lübecker Standort war von 1948 bis 1962 Firmensitz der AG. Das Gelände wurde 1962 an die Hans Lehmann KG verkauft, die auf dem Areal den „Lehmannkai 1“ eröffnete.

### Kohlekraftwerk der NWK (später Preußen Elektra)
Das Kraftwerk wurde 1942 errichtet. Der mit dem Bau beauftragte Bauunternehmer Erich Trautsch und der Bauingenieur Klaus Pieper entwickelten während des Baus das Trautsch-Pieper-Verfahren. Dieses wurde später auch beim Wiederaufbau der Lübecker Kirchen (Petrikirche, Dom und Marienkirche) eingesetzt.
1951 wurde das Kraftwerk erweitert. Die Erweiterung wurde durch die Firma Wayss & Freytag durchgeführt. Anfang der 90er wurde auch der letzte Brenner abgeschaltet. Es folgte der komplette Abriss, der sich über mehrere Jahre hinzog. Zunächst war ein neues Kraftwerk mit Fernwärmeauskopplung geplant, das 2002 den Betrieb aufnehmen sollte. Nach anfänglichen Verzögerungen wurde das Projekt komplett eingestellt. Realisiert wurde nur eine Umspannstation für das Baltic Cable und die 380-kV-Trasse (siehe nachfolgender Abschnitt). Der Rest des Kraftwerkgeländes ist, wie auch das Triangel-Gelände, eine Industriebrache.

## Container Terminal Lübeck (CTL)
Auf dem ehemaligen Gelände der Ölmühle war das Container-Terminal Lübeck (CTL) entstanden, das 2003 den Betrieb aufnahm. Das CTL wurde von der Hamburger Hafen und Logistik (HHLA) betrieben, und es wurden Container-Shuttle-Züge zwischen Hamburg und Lübeck eingerichtet. Ende Juli 2009 wurde beides wegen des stark zurückgegangenen Containerverkehrs Richtung Osten aufgegeben. Der Umschlag brach in den ersten fünf Monaten des Jahres um 70 % auf nur noch 8000 TEU ein. Die Containerbrücken wurden an die Steinweg Handelsveem B.V. in Amsterdam verkauft und stehen dort jetzt im Westhaven und werden für die Binnenschiffsabfertigung genutzt.
Im April 2010 wurde das Areal von der seit langem in Lübeck-Siems ansässigen Firma Hans Lehmann KG aufgekauft. Der Containerbetrieb wurde jedoch nicht wieder aufgenommen. Das Gelände wurde in CTL Cargo-Terminal Lehmann umbenannt. Das Gelände war primär ein Umschlagsplatz für Holz aus Skandinavien. Seit Januar 2014 werden hier Schiffe der finnischen Reederei Containerships abgefertigt, die dafür den Anlauf von Hamburg nach Lübeck verlegt hatte. Der Liniendienst verkehrte zunächst im wöchentlichen Rhythmus und verband Lübeck mit Helsinki, Klaipėda und St. Petersburg. Seit Mai 2015 werden Kotka und Riga im wöchentlichen Rhythmus bedient. Auf der Relation Helsinki und St. Petersburg werden zwei Abfahrten in der Woche angeboten. Für die Abfertigung werden unter anderem zwei Terex-Gottwald-Mobilkräne mit 125 t Tragfähigkeit eingesetzt.

## Siems heute
Neben dem Cargo-Terminal gibt es nur noch wenig Industrie in Siems.

### Hans Lehmann KG
Die Firma, 1925 gegründet, kaufte 1962 das Gelände der ehemaligen Werft der Gebr. Goedhardt. Es entstand der „Lehmannkai 1“, an dem bis heute (Stand 2014) Transportbeton hergestellt und Seekies aufbereitet werden. In den 1990er Jahren expandierte die Firma ihre Hafenanlagen (und damit ihre Tätigkeiten im Bereich Reederei und Hafenbetrieb) unter anderem auf das ehemalige Metallhüttengelände im benachbarten Lübeck-Herrenwyk. Auf dem Gelände der früheren Flender-Werft entstand der „Lehmannkai 2“. 2010 kaufte Lehmann das Container-Terminal Lübeck (CTL) (siehe oben), heute werden dort unter dem Namen „CTL Cargo-Terminal Lehmann“ Container mit zwei Mobilkranen und drei Reach-Stackern umgeschlagen.

## Siems und die Energieversorgung
In Siems (und in Herrenwyk) befanden sich bis zu Beginn der 1990er Jahre Kohlekraftwerke, die der Energieversorgung der Region dienten. Sie wurden wegen verschärfter Umweltauflagen abgeschaltet und vollständig abgerissen.
Heute befindet sich auf dem Gelände ein Umspannwerk. Aus Lübeck-Herrenwyk kommt eine 380-kV-Trasse, die den Strom des Baltic Cable aufnimmt. Diese Leitung sollte zum Kernkraftwerk Krümmel weitergeführt werden, doch kam es wegen des schwierigen Genehmigungsverfahrens zu keiner Bauausführung. Der Strom wurde in Siems auf 110 kV heruntertransformiert. Durch die erhöhten Übertragungsverluste konnte das Baltic Cable aus Schweden kommend nur mit einer Leistung von 372 MW anstelle der geplanten Nennleistung von 600 MW betrieben werden.
Im Jahr 2004 wurde im Umspannwerk Lübeck-Siems ein von der Firma Siemens konzipierter und erbauter statischer Blindleistungskompensator (SVC) sowie ein 220-kV-Erdkabel zum Umspannwerk Lübeck-Bargerbrück in Betrieb genommen, was jetzt eine Übertragungsleistung von 600 MW gestattet.
Vom Umspannwerk in Lübeck-Siems aus führen auch zwei 110-kV-Drehstromkreise zum 110-kV-/10-kV-Umspannwerk der Stadtwerke Lübeck Netz GmbH in Lübeck-Herrenwyk. Dieses Umspannwerk befindet sich neben dem Areal der Stromrichterstation, allerdings existiert kein 380-kV-/110-kV-Transformator, so dass die Speisung von Lübeck-Siems aus erfolgt. Die Stromkreise der 110-kV-Leitung vom Umspannwerk Lübeck-Siems zum Umspannwerk Lübeck-Herrenwyk sind zusammen mit den 380-kV-Stromkreisen von Lübeck-Siems nach Lübeck-Herrenwyk auf denselben Masten verlegt, wobei sich die 110-kV-Stromkreise auf der untersten und die 380-kV-Stromkreise auf den obersten Traversen befinden.